# Groma

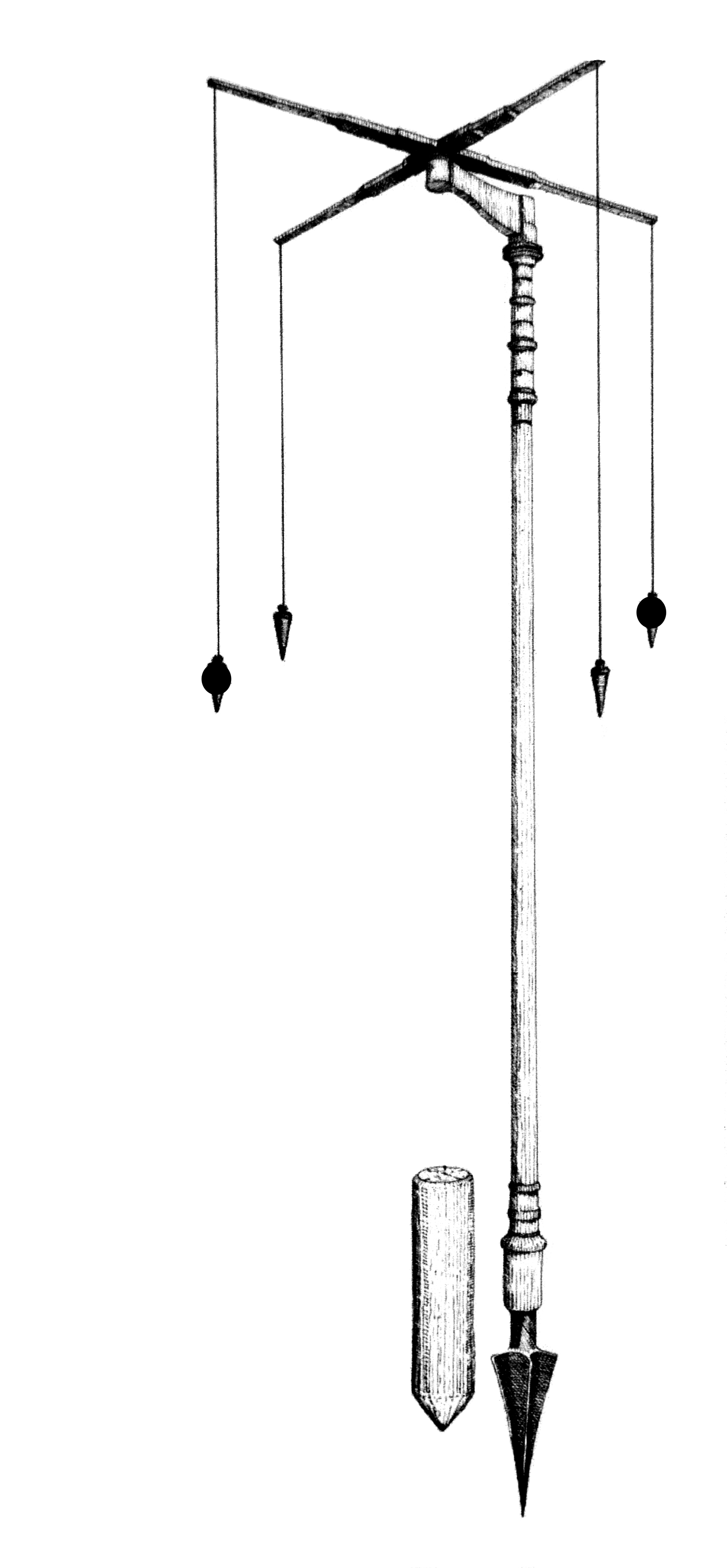
Disseny segons una groma trobada a Pompeia

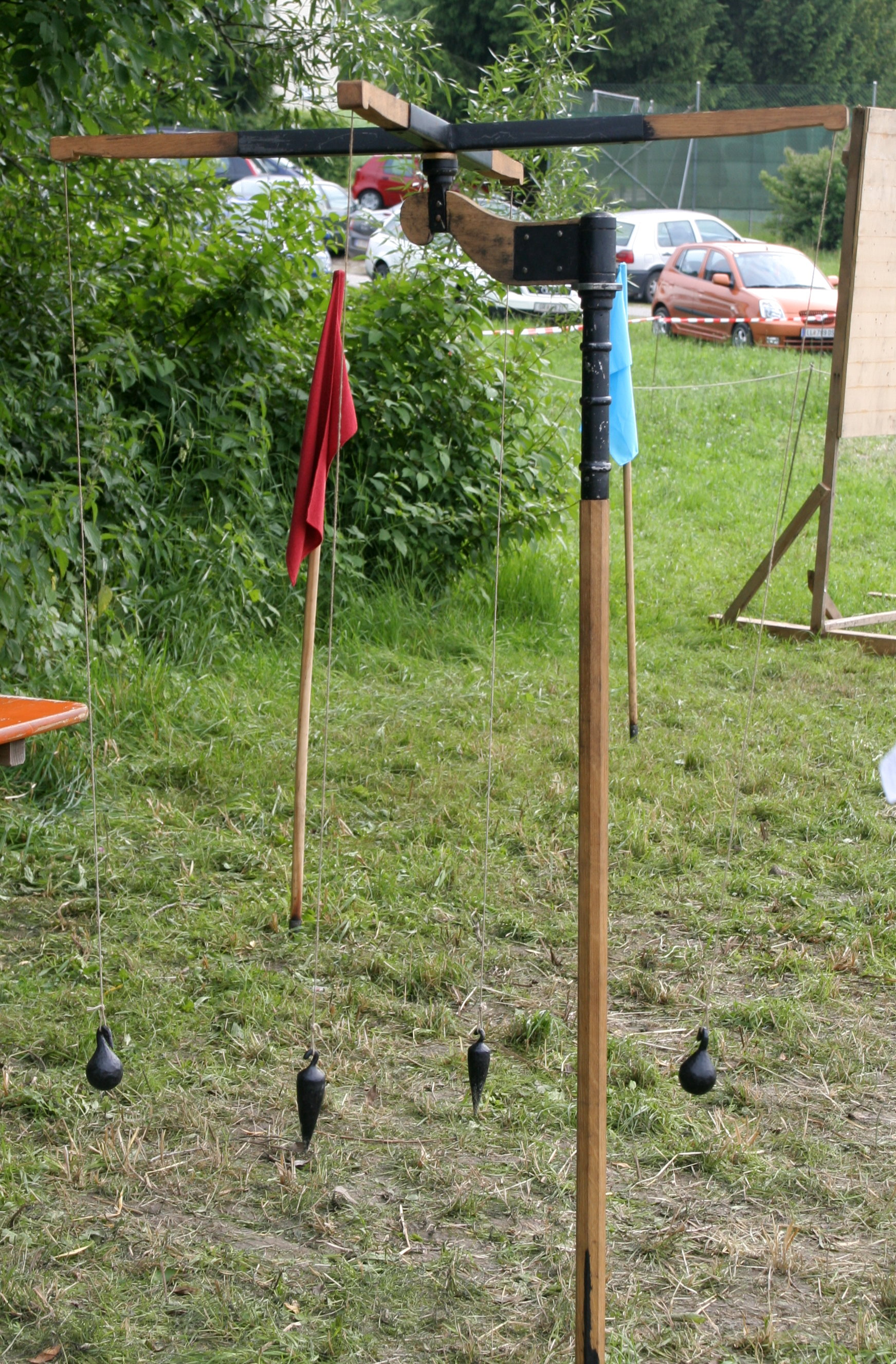
Una groma reconstruïda à Àustria

La groma era un aparell d'anivellament utilitzat pels agrimensors de la Roma antiga.
Consistia en una perxa vertical que suportava a la seva extremitat superior dos travessers en forma de creu rectangular damunt un pivot: el travesser podia així girar en el pla horitzontal. De cada extremitat d'ambdós travessers queia una plomada.
La groma servia per a comprovar les alineacions i les perpendiculars. A la sortida del sol, l'agrimensor utilitzava les plomades d'un eix com alidada per a determinar el decumanus, o l'eix est-oest. De la posició de les dues altres plomades i un tercer puntal clavat a distància es podia determinar l'eix perpendicular. Per evitar que es confonguin les plomades, tenien una forma diferent aparellada per a cada travesser. No era necessari que el pal central era posicionat perfectament vertical, com que les plomades, per definició cauen en posició vertical. Per a evitar errors deguts a imprecions en l'angle recte de la creu (que a distàncies més grans s'augmenta) es feia una segona mesura, en tornar el groma 90° i es solia aleshores utilitzar la mitjana d'ambdues mesures.
Per extensió, aquest terme va designar el centre d'un  campament militar romà o el fòrum a la fundació d'una ciutat, o la intersecció del cardo, l'eix nord-sud i del decumanus, l'eix est-oest, com que l'angle recte format per les direccions d'aquestes dues artèries era comprovat amb la groma.

## Origen i etimologia
L'eina sembla originari de Mesopotamia i via els grecs i els etruscs ha arribat al romans. La paraula llatina groma provindria via una transformació etrusca groma (gn/gr) d'un menllevat del grec γνώμων, que significa «rellotge del sol», o només l'agulla de tal rellotge, «escaire» o «llença». Els romans l'anomenaven també ferramentum (eina de ferro), tetrans (quadrant) o  stella (estel) per la forma estelada del lineal de visera. L'agrimensor es deia també gromaticus, com el famós Higí el Gromàtic.